# 덕금로
덕금로(Deokgeum-ro)는 충청북도 진천군 진천읍 신성사거리에서 음성군 금왕읍 금왕삼거리를 잇는 충청북도의 도로이다.

## 주요 경유지
충청남도
- 진천군 (진천읍 - 덕산읍) - 음성군 (맹동면 - 금왕읍)

## 노선 경로
| 이름                     | 접속 노선                        | 소재지        | 소재지        | 비고                  |
| 원덕로와 직결            | 원덕로와 직결                    | 원덕로와 직결 | 원덕로와 직결 | 원덕로와 직결         |
| ------------------------ | -------------------------------- | ------------- | ------------- | --------------------- |
| 신성사거리               | 국도 제34호선 (문화로)           | 진천군        | 진천읍        | 국도 제21호선 구간    |
| 진천 나들목 (안골삼거리) | 35호선 중부고속도로              | 진천군        | 진천읍        | 국도 제21호선 구간    |
| 가산 교차로              | 국도 제21호선 (진성로) 가산길    | 진천군        | 진천읍        | 국도 제21호선 구간    |
| 가산교                   |                                  | 진천군        | 진천읍        |                       |
|                          | 덕산읍                           | 진천군        |               |                       |
| 인산삼거리               | 인석로                           | 진천군        |               |                       |
| 귀농삼거리               | 귀농3길                          | 진천군        |               |                       |
| 합목삼거리               | 지방도 제302호선 (이덕로)        | 진천군        |               |                       |
| 합목교 한천교            |                                  | 진천군        |               |                       |
| 용몽사거리               | 지방도 제513호선 (초금로)        | 진천군        |               |                       |
| 신돈삼거리               | 지방도 제533호선 (원중로)        | 음성군        | 맹동면        | 지방도 제533호선 구간 |
| 본성 교차로              | 국도 제21호선 (진성로)           | 음성군        | 맹동면        | 지방도 제533호선 구간 |
| 본성교                   |                                  | 음성군        | 맹동면        | 지방도 제533호선 구간 |
| 쌍정 교차로              | 맹동산단지원로                   | 음성군        | 맹동면        | 지방도 제533호선 구간 |
| 맹동삼거리               | 지방도 제533호선 (대동로)        | 음성군        | 맹동면        | 지방도 제533호선 구간 |
| 장고개                   |                                  | 음성군        | 금왕읍        |                       |
| 용계사거리               | 국가지원지방도 제82호선 (대금로) | 음성군        | 금왕읍        |                       |
| 금왕삼거리               | 무극로                           | 음성군        | 금왕읍        |                       |

## 주요 건물 및 시설
- 경동택배 충북음성 맹동본성401영업소 (덕금로 114/본성리 401-2)
- GS25 맹동산단점 (덕금로 377/쌍정리 85-16)
- CU 음성맹동점 (덕금로 427/쌍정리 101-1)
- GS25 덕산한천점 (덕금로 777/한천리 111-1)
- SK에너지 덕산주유소 (덕금로 778/한천리 300-17)
- 미니스톱 진천덕산점 (덕금로 792/용몽리 592-5)
- 덕산읍 행정복지센터 (덕금로 829/용몽리 637)
- SK에너지 성안주유소 (덕금로 837/봉곡리 101-1)
- CU 진천덕산우방점 (덕금로 838/용몽리 627)
- HD현대오일뱅크 동원주유소 (덕금로 932/용계리 480-1)
- 쉐보레 음성금왕전시장 (덕금로 1150/무극리 6-3)
- 용천초등학교 (덕금로 1204/무극리 50)